# Sprache (Waldgebiet)
Sprache ist der Name eines Waldgebietes in Niedersachsen östlich der Stadt Celle. Der Mischwald war bereits im Mittelalter bekannt und wurde später durch die Anlage eigener Spazierwege für Kurzwanderungen von Celle aus erschlossen.

## Geschichte und Beschreibung
Schon im Jahr 1000 wurde das Waldgebiet urkundlich als „Sprake“ erwähnt, abgeleitet von dem mittelniederdeutschen Begriff „sprok“ für Reisig. Ein späterer Name „Königsplatz“ für eine in der Sprache gelegene Lichtung ließ die Vermutung als ehemaliger Thingplatz der Germanen zu.
Später war die Sprache zeitweilig ein Forst des Landesherrn über das Herzogtum Braunschweig-Lüneburg.
Zur Zeit des Königreichs Hannover gewann der Celler Klavier- und Orgelbauer Ferdinand Eduard Theodor Scheller aus der Sprache die Hölzer, die er durch ein von ihm erfundenes Verfahren als Resonanzkörper für seine Musikinstrumente verwenden konnte.
In der Gründerzeit des Deutschen Kaiserreichs ließ der Celler „Verschönerungsverein“ in der Sprache Spazierwege anlegen und Sitzbänke aufstellen. In der Folge gehörten Ausflüge für die Schulklassen aus Celle jahrzehntelang zum Pflichtprogramm des Unterrichts.